# 560년

## 연호
- 남진(南陳) 천가(天嘉) 원년
- 후량(後梁) 대정(大定) 6년
- 북제(北齊) 건명(乾明) 원년 / 황건(皇建) 원년
- 북주(北周) 무성(武成) 2년
- 신라(新羅) 개국(開國) 10년

## 기년
- 남진(南陳) 문제(文帝) 원년
- 북제(北齊) 폐제(廢帝) 원년 / 효소제(孝昭帝) 원년
- 북주(北周) 명제(明帝) 4년
- 신라(新羅) 진흥왕(眞興王) 21년
- 고구려(高句麗) 평원왕(平原王) 2년
- 백제(百濟) 위덕왕(威德王) 7년